# 진위향교 대성전
진위향교 대성전은 대한민국 경기도 평택시 진위면 진위향교에 있는 조선 초기의 건축물이다. 1983년 9월 19일 경기도의 문화재자료 제40호로 지정되었다.

## 개요
조선 초기에 현유(賢儒)의 위패를 봉안, 배향하고 지방민을 교화하기 위해 창건했다고 전해진다. 본래 건물이 병자호란으로 소실되자 초가집 두어 칸을 지어 위패를 모시다가 1644년(인조 22) 기와집 건물을 짓기 시작했다. 이후 여러 차례 중수하여 오늘에 이른다.
향교는 남향으로 경사지에 자리하고 있다. 전학후묘(前學後廟)의 배치로 되어 있는데, 문묘의 상징성을 강조하기 위해 지대가 높은 곳에 대성전(大成殿)을 위치시켰다. 가파른 계단 오른쪽에 명륜당(明倫堂)이 있으며, 그 양쪽에 각각 동재(東齋)와 서재(西齋)가 있다.
대성전은 정면 3칸, 측면 3칸으로 겹처마에 단층 맞배지붕이며, 쇠서(전각의 기둥 위에 덧붙이는 소 혀 모양의 장식) 두 개를 기둥과 주두(柱頭)에 얹은 이익공식 구조이다. 강학(講學) 공간의 중심인 명륜당은 정면 4칸, 측면 2칸으로 단층 팔작지붕이며, 외삼문은 맞배지붕을 이룬다. 평면 형식으로 보아 좌우에 온돌방이 있고 중앙에 대청이 있었던 것으로 보인다.
공자(孔子)·맹자(孟子)를 비롯한 선현의 위패를 봉안하며 2월과 8월에 석전의식을 행하고 있다.

## 참고 자료
- 진위향교대성전 - 국가유산청 국가유산포털
- https://www.youtube.com/watch?v=QDu9r5oRtqc&t=7s진위향교 유튜브로 연결됩니다